# 堀川和栄
堀川 和栄（ほりかわ ちえ、1946年3月1日 - ）は、日本の元女優。
松竹芸能に所属していた。

## 出演作品

### テレビドラマ
- 判決 第100話「夜明けの歌」（1964年、NET）
- 特別機動捜査隊（NET / 東映）
  - 第264話「晴れた朝が憎い」（1966年）
  - 第426話「鉄火芸者」（1969年） - 芸者
  - 第476話「奇妙な男と女」（1970年） - 客
  - 第489話「風の中の姉妹」（1971年） - 志摩子
  - 第495話「ネオン新宿なみだ雨」（1971年） - 久仁子
  - 第594話「新しい女」（1973年） - 時子
- 大河ドラマ（NHK）
  - 樅ノ木は残った（1970年）
  - 草燃える（1979年）
  - 獅子の時代（1980年） - 与吉の妻
  - おんな太閤記（1981年） - 千種の侍女、侍女
  - 峠の群像（1982年） - 竹島の女中
  - 徳川家康 第47話「大坂 冬の陣」（1983年） - 老女
  - 春の波涛（1985年） - 芸者
  - 春日局（1989年）
  - 翔ぶが如く 第一部 第19話「異人斬り」（1990年） - 仲居
  - 信長 KING OF ZIPANGU 第45話「地球は丸い」、第47話「全国平定作戦」（1992年）
- おさな妻（12ch / C.A.L）
  - 第11話「貞操の危機」（1970年）
  - 第14話「無金旅行」（1971年）
- おさななじみ 第2話（1973年、TBS）
- キカイダー01 第11話「怪談 地下秘密基地の幽霊女」（1973年、NET / 東映） - アベック
- 仮面ライダーV3 第29話「ドクトル・ゲー 最後の挑戦!」（1973年、MBS / 東映） - 母親
- 旗本退屈男 第20話「ねらわれた一万両」（1974年、NET / 東映）
- 木下恵介・人間の歌シリーズ / もうひとつの春 第4話（1975年、TBS）
- ブラザー劇場 / それ行け!カッチン 第3話「はばたけ折鶴」（1975年、TBS / 国際放映）
- ゴールデンドラマシリーズ / 逢えるかも知れない（1976年、CX）
- 東芝日曜劇場（TBS）
  - 白い闇（1977年） - 旅館の従業員
  - おんなの家 その八（1978年）
  - 女たち（1978年）
  - 松本清張おんなシリーズ・心の影（1978年） - そば屋の店員
- NHK特集 / 日本の戦後 第5集「一歩退却二歩前進 二・一ゼネスト前夜」（1977年、NHK）
- 青春の門 第二部「自立編」 第2話（1978年、MBS） - 娼婦
- 土曜グランド劇場 / 熱中時代・刑事編 第17話「熱中刑事vs幽霊泥棒」（1979年、NTV） - TV局結髪係
- 不毛地帯 第27話（1979年、MBS） - 料亭の女中
- 男子の本懐（1981年、NHK）
- 天皇の料理番 第13話「すっぽんスープと短刀」（1981年、TBS）
- 平岩弓枝ドラマシリーズ / 日本のおんなシリーズII「天の花地の星」（1981年、CX）
- 雄気堂々 若き日の渋沢栄一（1982年、NHK）
- 野々村病院物語II 第19話「結婚申し込み」（1983年、TBS）
- 木曜ゴールデンドラマ（YTV）
  - あふれる愛に!（1983年）
  - 秋色の女シリーズ / 東京ららばい（1991年）
- 火曜サスペンス劇場（NTV）
  - 偽りの未亡人（1983年） - マンションの隣人
  - 裏口入学殺人事件（1991年）
- 連続テレビ小説 / おしん（1984年、NHK） - 主婦
  - 第238話
  - 第243話
- 太陽にほえろ! 第612話「怒れる狙撃者」（1984年、NTV / 東宝）
- 銀河テレビ小説 / 思い出トランプ 第4話（1984年、NHK）
- ドラマ人間模様 / 樋口一葉 われは女成りけるものを… 第1話（1985年、NHK）
- な・ま・い・き盛り 第7話「オッパイさわらせてくれますか」（1986年、CX）
- ドラマスペシャル
  - 台所の聖女（1988年）
  - その人の名を知らず 第1話（1989年）
  - 黄昏の赫いきらめき（1989年） - 料亭仲居
- 木曜劇場 / あなたが欲しい 第5話「いくじなし!」（1989年、CX / 東映）
- 晴のちカミナリ 第3話「死んだはずだよお母さん」（1989年、NHK）
- NHKスペシャル ドラマ 黄色い髪（1989年、NHK）
- 大石内蔵助 冬の決戦（1991年、NHK）
- 和宮様御留（1991年、ANB）
- 金曜ドラマシアター / 実録犯罪史シリーズ「昭和の説教強盗 命はとらぬ金を出せ!」（1991年、CX）
- 芸者小春の華麗な冒険 第11話「"家族" 解散!? 涙のお座敷」（1991年、ANB）
- 大江戸捜査網 平成版 第2シリーズ 第20話「恐怖の人狩り! 隠密同心新参!!」（1992年、TX）
- 君のためにできること 第1話「別れ」（1992年、CX / 共同テレビ）
- 金曜時代劇 / 腕におぼえあり 第2シリーズ 第8話「陰の頭領」（1992年、NHK）
- 月曜ドラマ・イン / ツインズ教師 第5話「禁断の愛!? 先生チューして」（1993年、ANB）
- お助け同心が行く! 第8話「二度目の金蔵破り」（1993年、TX）
- 水曜劇場 / それが答えだ! 第4話「恋を殺した先生」（1997年、CX / 共同テレビ）